# Martin Rakovský
Martin Rakovský (maďarsky Rakovszky Márton; asi 1535, Rakovo – 28. září 1579, Kutná Hora) byl slovenský humanistický básník, šlechtic a politický myslitel.

## Život
V 50. letech 16. století působil v českých zemích.
Z jeho spisů si zaslouží zvláštní pozornosti De magistratu politico (O světské vrchnosti) a Libellus de partibus rei publicae at causis mutationum regnum imperiorumque (O rozvrstvení obyvatelstva a příčinách převratů v královstvích a republikách).